# In Bloom Records
In Bloom Records ist ein Münchener Independent-Label. Es wurde im Jahr 2010 von Gregor „Amadeus“ Böhm und Hanna Kolb als Schwesterlabel von Flowerstreet Records gegründet.

## Beschreibung
In Bloom Records fördert Nachwuchstalente verschiedenster Musik-Genres. Im Gegensatz zum älteren Schwesterlabel kümmert sich In Bloom Records nur um Unterstützung der Künstler in Teilbereichen, nicht um das Komplettpaket rund um Buchungen, Management, Öffentlichkeitsarbeit, Veröffentlichungen, Proben, Aufnahmen usw. Die Organisationsarbeit wird zum Teil an Bands und Musiker im Bekanntenkreis abgegeben. So wurden einzelne Interpreten vom Schwesterlabel übernommen.
Im Gegensatz zu Flowerstreet Records müssen die Interpreten bei In Bloom ihr Tonmaterial, beispielsweise Produktionskosten im Studio, selbst erstellen und finanzieren (Bandübernahmevertragsmodell). Alternativ werden sogenannte Vertriebsverträge angeboten, bei denen sie Management, Koordination und Produktionskosten selbst übernehmen und das Label nur die Tonträgerveröffentlichung und den Vertrieb übernimmt.

## Interpreten
- Becquerels
- Dave A Marat
- Déparlise
- The Exclusive (bis 2010, dann als Exclusive beim Schwesterlabel Flowerstreet Records)
- Finn Nelé
- Patrick McCranc
- Piccadilly Backpackers
- Die Supersieger
- Sarah Lias
- Sarah Sophie
- Shaun Berkovits
- Stray Colors
- Tecnosaurus Rex
- the TurningOns
- Das Ding ausm Sumpf
- The Last Things
- The RollerCoStars
- Patrick McCranc
- Tecnosaurus Rex
- Swallow Tailed
- Miss Allie
- SiEA

## In Bloom Publishing
2012 gründete Böhm den Musikverlag In Bloom Publishing. Ende 2013 vertrat der Verlag rund 150 Bands.